# 舟橋功一
舟橋 功一（ふなばし こういち、1932年〈昭和7年〉4月15日 - 2015年〈平成27年〉1月4日）は、日本の弁護士、埼玉弁護士会会長、関東弁護士会連合会常務理事、日本弁護士連合会常務理事、政治家。埼玉県議会議員。埼玉県川越市長。義父は衆議院議員松山義雄。息子は元埼玉県議会議員舟橋一浩。

## 人物
栃木県栃木町（現栃木市）生まれ。中央大学法学部卒業を経て1961年4月に弁護士登録。1963年4月に埼玉県議会議員に初当選して当選3回、この間1976年の衆院選では義母の松山千恵子（衆議院議長松永東の娘）の後継候補として埼玉2区から出馬するが落選、程無くして新自由クラブに加わった。1993年2月に小宮山重四郎系と社会党などの支援で、前県議の中野清を破って川越市長に就任し以後4期16年在任した。
2003年、埼玉県で唯一中核市への移行を果たした。観光振興に積極的に取り組んだ。川越ナンバーの実現、フランスのオータン市や北海道中札内村との姉妹友好都市盟約の締結などさまざまな分野において川越市の発展と市民生活の向上に取り組んだ。2013年11月、名誉市民に推挙された。2015年1月4日死去。叙従四位、旭日中綬章追贈。